# Camillo Heinrich von Starhemberg
Camillo Heinrich von Starhemberg (31. července 1835 Celje – 3. února 1900 Vídeň) byl rakouský šlechtic a politik z Horních Rakous, v 2. polovině 19. století poslanec Říšské rady.

## Biografie
Jeho otec Camillo Rüdiger von Starhemberg byl politikem, stejně jako jeho syn Ernst Rüdiger von Starhemberg. Camillo Heinrich se roku 1860 oženil se Sophií von Sickingen-Hohenburg. Sňatek byl roku 1876 rozveden, ale roku 1890 se opět vzali. Od roku 1855 po krátkou dobu sloužil v rakouské armádě.
Byl aktivní i veřejně a politicky. Roku 1870 byl zvolen na Hornorakouský zemský sněm, kde zasedal do roku 1874. Zemský sněm ho roku 1871 delegoval i do Říšské rady (celostátní parlament, volený nepřímo zemskými sněmy) za kurii velkostatkářskou v Horních Rakousích. Roku 1872 po smrti svého otce usedl místo něj do Panské sněmovny (horní komora Říšské rady). Byl členem liberální a centralistické Strany ústavověrného velkostatku, respektive tzv. Ústavní strany. V Panské sněmovně se roku 1873 ve své úvodní řeči vyslovil pro volební reformu, což mu vysloužilo přezdívku rudá jasnost (rote Durchlaucht).
Kvůli hospodářským potížím musel později omezit své politické aktivity a prodat část svých statků. V roce 1875/1876 podnikl cestu do Ameriky. Od roku 1892 byl v kontaktu s Berthou von Suttnerovou a podporoval její pacifistické názory. Byl činný v mnoha hospodářských spolcích. Roku 1896 získal titul tajného rady. Roku 1898 věnoval svůj zámek Hartheim u Eferdingu pro účely zemské péče o postižené (za nacistické vlády zde pak probíhalo vraždění lidí v rámci nacistického projektu eutanazie).

## Manželství a potomci
Camillo Heinrich se 6. února 1860 v Bad Ischlu oženil s hraběnkou Sofií ze Sickingen-Hohenburgu (1842–1913). Měli spolu tři syny a dvě dcery. Sňatek byl roku 1876 rozveden, ale v roce 1890 se opět vzali. 
- Marie (24. 11. 1860 Bergheim – 31. 7. 1940 Steyregg), přezdívaná Marietta, manž. 1879 hrabě Konrád Ungnad von Weissenwolff (14. 1. 1855 Dubiecko – 24. 10. 1912 Steyregg)[4][5]
- Ernst Rüdiger (30. 11. 1861 Bergheim – 16. 11. 1927 Linec), 6. kníže ze Starhembergu, manž. 1898 hraběnka Franziska von Larisch-Mönnich (24. 10. 1875 Vídeň – 27. 4. 1943 Karviná)[6]
- Vilém (30. 10. 1862 Bergheim – 18. 5. 1928 Ebelsberg), manž. 1915 baronka Sofie Kast von Ebelsberg (6. 4. 1895 Steyr – 13. 4. 1974 Ebelsberg)[7]
- Hubert (22. 12. 1865 – 15. 11. 1885)[8]
- Eva (10. 7. 1869 Linec – 1. 5. 1940 Wolfsberg), manž. 1893 hrabě Alfons Henckel z Donnersmarku (25. 11. 1868 Kuniów – 18. 12. 1963 Wolfsberg)[9]